# Jatian
Jatian is een bestuurslaag in het regentschap Jember van de provincie Oost-Java, Indonesië. Jatian telt 4758 inwoners (volkstelling 2010).